# Nicholas Sadler
Nicholas Sadler (Minneapolis, 9 febbraio 1967) è un attore statunitense.

## Biografia
Nato a Minneapolis, è cresciuto ad Apple Valley; ha studiato recitazione presso la Juilliard School. È sposato dal 2003 con la sceneggiatrice Gigi New.

## Filmografia parziale

### Cinema
- L'impero del crimine (Mobsters), regia di Michael Karbelnikoff (1991)
- Scent of a Woman - Profumo di donna (Scent of a Woman), regia di Martin Brest (1992)
- Rivelazioni (Disclosure), regia di Barry Levinson (1994)
- Hellraiser 5: Inferno (Hellraiser: Inferno), regia di Scott Derrickson (2000)
- Fair Game - Caccia alla spia (Fair Game), regia di Doug Liman (2010)

### Televisione
- A volte ritornano (Sometimes They Come Back), regia di Tom McLoughlin – film TV (1991)
- E.R. - Medici in prima linea (ER) – serie TV, 1 episodio (1997)
- Streghe (Charmed) – serie TV, 1 episodio (2003)

## Doppiatori italiani
Nelle versioni in italiano delle opere in cui ha recitato, Nicholas Sadler è stato doppiato da:
- Fabrizio Vidale in Scent of a Woman - Profumo di donna
- Gaetano Varcasia in L'impero del crimine
- Stefano Benassi in A volte ritornano
- Edoardo Nevola in Rivelazioni
- Christian Iansante in Hellraiser 5: inferno